# النسر الرياضي بالهوارية
النسر الرياضي بالهوارية (بالفرنسية: Aigle sportif d'El Haouaria)‏، هو نادي كرة طائرة تونسي في مدينة الهوارية من ولاية نابل والذي يتنافس ضمن القسم الوطني الأول من البطولة التونسية للكرة الطائرة للرجال والبطولة التونسية للكرة الطائرة للسيدات إضافة إلى تمثيل تونس في المنافسات القارية والدولية.
في عام 1976، سجل النادي علامة فارقة بمناسبة انضمامه الأول للقسم الوطني. ومنذ ذلك الحين يتذبذب الفريق بين الدرجة الأولى والثانية.

## وصلات خارجية
- صفحة النسر الرياضي بالهوارية على موقع كوووة.
- الموقع الرسمي للجامعة التونسية للكرة الطائرة.